# Apocalypse d'Esdras
Pour les articles homonymes, voir Livre d'Esdras.
Le Quatrième Livre d'Esdras ou Apocalypse d'Esdras est un livre biblique pseudépigraphe attribué au scribe israélite Esdras et écrit au Ier siècle. Il relève du genre apocalyptique.  Il figure dans nombre d'éditions de la Bible en langue anglaise et est inclus en annexe de nombreuses autres ; apparaissant dans la Vulgate sous le nom de 4 Esdras, en vieux-slave et en russe sous le nom de 3 Esdras, il est couramment désigné sous celui de 2 Esdras dans la tradition anglophone. Il figure parmi les apocryphes selon les Trente-neuf articles et est considéré comme tel par de nombreuses Églises protestantes, notamment.

## Origines et versions
Les spécialistes s'opposent sur la question de la langue d'origine du texte, hébreu ou araméen. Paredejordi estime qu'il est établi que l'auteur était juif, en raison de la présence fréquente d'hébraïsmes dans le texte et parce que « l'auteur agrémente son discours de fictions très proches des talmudistes et des rabbins. » Toutefois, les chapitres I, II, XIII et XIV de la version latine (et des traductions anglaises) ne proviennent pas du livre original mais d'additions ultérieures, probablement dues à des auteurs chrétiens.
Les versions latines tirées du Codex Sangermanensis, y compris celle de la Vulgate, diffèrent des éthiopiennes et d'autres versions par l'ajout de quatre chapitres et l'absence d'un chapitre.
Des manuscrits en arménien, syriaque, géorgien et en arabe sont également conservés. Les experts estiment que ces versions sont issues de traductions d'un texte grec, dont ne subsistent que quelques anciennes citations, en particulier celles de Clément d'Alexandrie,. Ce texte perdu ne doit pas être confondu avec un autre livre en grec, portant lui aussi le titre d'Apocalypse d'Esdras (en), mais de composition plus tardive (au plus tard 850).

## Contenu

### Texte sémitique original: les «sept visions d'Esdras»

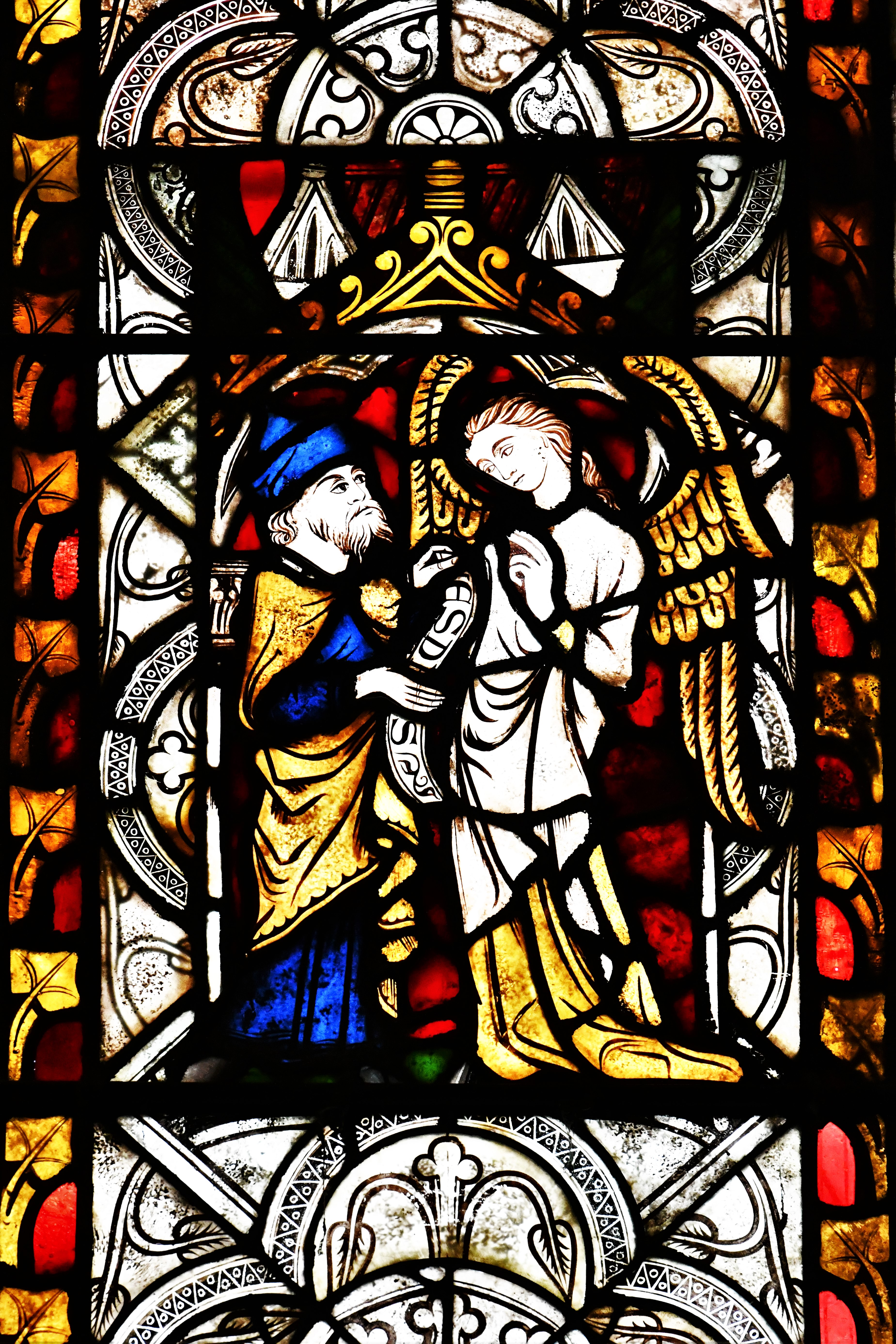
Un vitrail médiéval représentant l'archange Uriel avec Esdras. Église Saint-Michel-et-tous-les-Anges de Kingsland, Herefordshire.

La partie du livre qu'on considère issue de l'hébreu (ou araméen) original (chapitres III à XIV de la version latine), peut être divisée en sept révélations, les dénommées « sept visions d'Esdras ». Le contexte est celui de l'humiliation du peuple élu de Dieu et le triomphe de leurs adversaires ; les protagonistes sont Esdras et l'archange Uriel.
Lors de la première vision, quand Esdras demande à Dieu si Babylone est meilleure que Sion, Uriel répond par une réflexion sur l'incapacité des hommes à comprendre les desseins de Dieu, le caractère transitoire de la situation présente, et l'avènement de la récompense des justes quand leur nombre sera complet.
Esdras poursuit ses questions et demande les raisons du déshonneur infligé au peuple juif. Uriel explique dans la deuxième vision que le Jour du jugement surviendra pour tous en son temps ; tous seront jugés, d'abord par le Fils de l'Homme puis par Dieu, annonçant la fin des temps.
Dans la troisième vision, Uriel explique que le bonheur n'est obtenu qu'après de nombreux labeurs et tourments. Esdras s'inquiète ensuite de l'humanité et demande à l'ange pourquoi si peu de gens seront sauvés. Uriel répond que ceux qui seront sauvés sont comme l'or et les pierres précieuses qui, bien qu'en nombre réduit, sont précieux. Dieu ne veut cependant pas que les hommes périssent ; il prodigue ses bienfaits à tous et, « s'il n'allégeait pas le fardeau des fautes des pécheurs, l'humanité ne saurait vivre. »
Deux questions doctrinales émergent de la troisième vision, précisément dans le chapitre manquant de la version latine (7:35-36). Esdras demande ce qui advient après la mort, lorsque l'âme de chacun s'échappe du corps, et si les âmes seront en repos en attente du Jugement. Uriel répond par un exposé de ce qui constituera plus tard une croyance dominante dans le christianisme : les âmes des justes vont à Dieu et les impies « ne pénètrent pas dans la demeure éternelle, mais errent et sont punis, tourmentés et affligés. »
L'autre question, très controversée, est l'incapacité à intercéder pour les morts. Il manque à la version latine conservée à la Bibliothèque nationale de France une page, arrachée (7:102-112), précisément celle où est traitée cette question. La réponse d'Uriel (7:105) est que « chacun répondra de sa propre justice ou injustice. »
La quatrième vision est celle d'une femme restée stérile pendant trente ans, et dont le fils meurt le jour de son mariage ; la femme souffrante disparaît et à sa place apparaît une ville immense. Uriel explique à Esdras que la femme est Sion et que la mort de son fils est la ruine de Jérusalem, mais que la gloire de la nouvelle ville sainte rejaillira plus tard.
La cinquième vision est celle de l'aigle, qui symbolise l'Empire romain ou tout autre empire oppresseur de la terre et des justes. Uriel affirme qu'il disparaîtra et que la terre sera libérée de ses tourments. L'aigle est identifié (12:11) à la « quatrième bête » du Livre de Daniel.
La sixième vision est celle d'un homme qui sort de la mer et vole avec les nuages ; de nombreux hommes se rassemblent pour le combattre, mais lorsqu'ils l'attaquent, « il ne leva pas la main contre eux ni l'épée ou aucune arme, mais de sa bouche sortit une boule de feu, de ses lèvres un éclat et de sa langue des braises chaudes comme un tourbillon, et tout se mélangea et ce fut comme une tempête qui s'abattit sur la foule de ceux qui l'avaient attaqué et qui les consuma » (voir Apocalypse 19:11-21).
Dans la septième vision, Esdras, tandis qu'il se trouve sous un arbre, entend la voix de Dieu, qui lui annonce qu'il sera arraché du monde ; Esdras lui demande d'envoyer l'Esprit Saint sur lui pour qu'il puisse « écrire ce qui se passe dans le monde et ce qui est écrit dans la Loi. » La voix de Dieu lui indique que, accompagné de cinq scribes, il s'éloignera 40 jours durant, au cours desquels il allumera en son cœur la « lampe de sagesse » jusqu'à ce qu'il termine ce qu'il a à écrire. Esdras boit un verre et s'emplit de sagesse ; au cours des 40 jours 94 livres sont écrits. « Alors Esdras fut capturé et placé aux côtés de ceux qui sont comme lui. » La septième vision présente la division de l'Histoire en dix parties reprise du Livre d'Enoch (93,3-10, 91:15-17), ainsi qu'une conception soulignée par les kabbalistes : une partie de la révélation est accessible tandis qu'une autre est occultée, de sorte que seuls quelques-uns puissent la connaître (14:6,26).

### Contenu spécifique à la version latine
Les deux premiers chapitres, ajoutés à la version latine, exposent comment Israël par ses péchés a poussé Dieu à se tourner vers d'autres nations et disent la façon de recevoir le salut, la « lumière éternelle » en fuyant « les ombres de ce siècle », « en faisant justice à la veuve, l'orphelin, le pauvre » (référence à Isaïe 1:16-20). Ces deux premiers chapitres sont aussi connus comme étant le cinquième livre d'Esdras (V Esdras).
Les deux derniers chapitres, également ajoutés au texte original, traitent de la fin des temps : « La baisse des prix sera telle sur terre, qu'on imaginera que la paix est concédée, mais alors la terre verra apparaître des maux, des batailles, la faim et de grands désordres. » Il annonce de grandes catastrophes qui précéderont la libération des justes. Ces deux derniers chapitres sont aussi connus comme étant le sixième livre d'Esdras (VI Esdras).
Ces quatre chapitres sont tenus pour des ajouts tardifs d'origine chrétienne, par beaucoup d'auteurs d'où le fait qu'ils aient été séparés explicitement du reste de IV Esdras.

## Influence
L'Apocalypse d'Esdras est citée par plusieurs anciens auteurs chrétiens : Clément d'Alexandrie, Tertullien et, particulièrement, Ambroise de Milan ; l'Épître de Barnabé y fait également référence.
Bien que de toutes les Églises le considèrent comme apocryphe (seules l'Église éthiopienne, l'Église copte et quelques Églises orientales n'excluent pas ce livre du canon biblique) la plupart ont favorisé sa diffusion en l'incluant en appendice des éditions de la Bible. La liturgie catholique inclut des prières basées sur des versets du chapitre II de la version latine.
En outre, la kabbalistique identifie « les dix parties du monde » aux dix Sephiroth, le dernier étant le Malkuth ou règne messianique. Les kabbalistes, essentiellement chrétiens, et parmi eux Pic de la Mirandole dans son Apologie, identifient aussi la révélation destinée à tous à la Loi (la Torah) et son versant ésotérique à la Kabbale elle-même.